# Площадка (причёска)

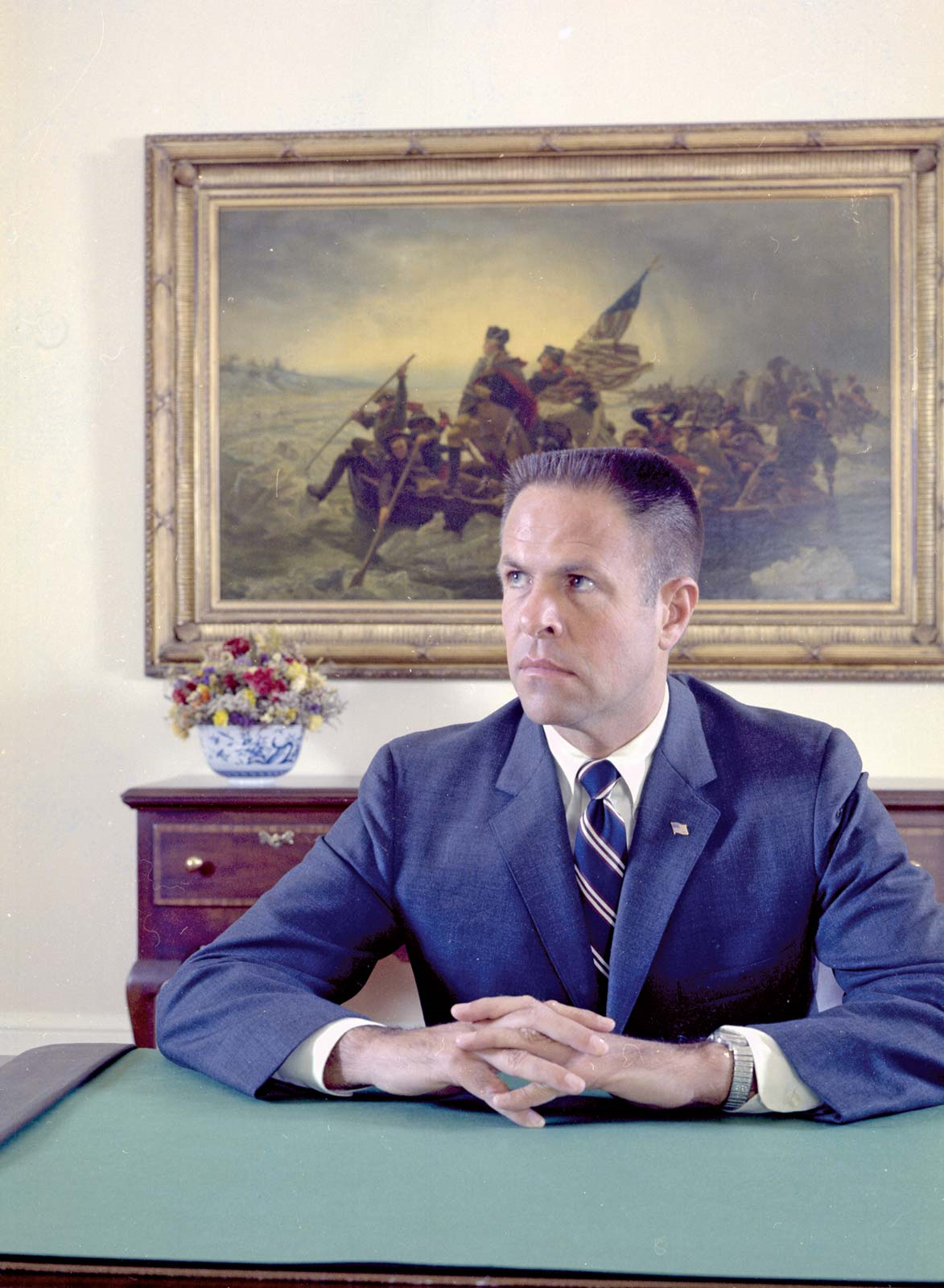
Х. Р. Хэльдеман с причёской «авианосец» с боками под «ёжик».

Флэттоп (англ. flattop «плоский верх»), или «авианосец», «площадка» (русское название) — американская стрижка.
«Авианосец» является разновидностью стрижки ёжиком, с тем лишь исключением, что волосы на макушке специально выпрямляются наверх (как правило, не более двух сантиметров) и им придаётся очень ровный вид, из-за чего причёска зрительно становится «квадратной». Эта причёска очень популярна среди военнослужащих ВС США. Стрижка обычно делается с помощью электрической бритвы, чтобы выбрить бока и затылок, а затем начинается более сложная процедура для выравнивания волос. Для придания формы волосам также может использоваться воск. Причёска требует очень хорошего ухода, в связи с чем часто приходится ходить к парикмахеру, иногда раз в неделю и чаще.
Прическу флэттоп можно встретить и в индустрии видеоигр. Так, ее носит протагонист серии «Duke Nukem».